# غيانبييترو مارشيتي
غيانبييترو مارشيتي (بالإيطالية: Gianpietro Marchetti)‏؛ مواليد 22 أكتوبر 1948 في إيطاليا، هو لاعب كرة قدم إيطالي سابق كان يلعب كمدافع.

## مسيرته الكروية
لعب غيانبييترو مارشيتي خلال مسيرته الاحترافية مع 4 أندية في أربعة عشر موسمًا وسجل خلالها 10 أهداف ضمن 279 مباراة. ولم يفز بأي موسم بالكأس وفاز في موسمين بالدوري.
خاض غيانبييترو مارشيتي مسيرته مع نادي أتالانتا في موسم 1966–67 في المرة الأولى ولمدة موسمين ثم في موسم 1974–75 ليلعب معه خمسة مواسم، مشاركًا طوالها في 130 مباراة سجل خلالها هدفًا واحدًا. ثم انتقل إلى نادي ليكو في موسم 1968–69 لمدة موسم واحد، حيث شارك في 37 مباراة سجل خلالها 3 أهداف. لينتقل بعدها إلى نادي يوفنتوس في موسم 1969–70 ليلعب معه خمسة مواسم، مشاركًا في 102 مباراة سجل خلالها 6 أهداف. ثم انتقل إلى نادي كاتانزارو في موسم 1979–80 لمدة موسم واحد، مشاركًا في 10 مباريات ولم يسجل أي هدف.

## روابط خارجية
- غيانبييترو مارشيتي على موقع الاتحاد الأوربي (الإنجليزية)
- غيانبييترو مارشيتي على موقع قاعدة بيانات كرة القدم.إي يو (الإنجليزية)
- غيانبييترو مارشيتي على موقع ناشيونال فوتبول تيمز (الإنجليزية)
- غيانبييترو مارشيتي على موقع عالم كرة القدم.نت (الإنجليزية)